# Джоуреиды
Джоуреиды, чжоуреиды, чжоуредцы (монг. Жэүрэд) — одно из племён нирунской ветви монголов. Представляют собой одно из ответвлений рода борджигин.

## Родословная
Согласно «Сокровенному сказанию монголов», родословная джоуреидов восходит к легендарному предку монголов Бортэ-Чино, который переплыл море Тенгис и поселился у берегов реки Онон, на горе Бурхан-Халдун. Под морем Тенгис, согласно ряду источников, подразумевалось озеро Байкал.
- Борте-Чино, родившийся по изволению Вышнего Неба. Супругой его была Гоа-Марал, потомком их был Бата-Чиган.
- Сын Бата-Чигана — Тамача.
- Сын Тамачи — Хоричар-Мерген.
- Сын Хоричар-Мергана — Аучжам-Бороул.
- Сын Аучжам-Бороула — Сали-Хачау.
- Сын Сали-Хачау — Еке-Нидун.
- Сын Еке-Нидуна — Сим-Сочи.
- Сын Сим-Сочи — Харчу.
- Сын Харчу — Борчжигидай-Мерган — был женат на Монголчжин-гоа.
- Сын Борчжигидай-Мергана — Тороголчжин-Баян — был женат на Борохчин-гоа.
- Сыновья Тороголчжина: Дува-Сохор и Добун-Мерган.
- Добун-Мерган женился на Алан-гоа, дочери Хори-Туматского Хорилартай-Мергана. Матерью Алан-гоа была Баргучжин-гоа, дочь правителя баргутов Бархудай-Мергана.
- Войдя в дом к Добун-Мергану, Алан-гоа родила двух сыновей. То были Бугунотай и Бельгунотай.
- После смерти Добун-Мергана, Алан-гоа, будучи безмужней, родила трёх сыновей. То были: Бугу-Хадаги, Бухату-Салчжи и Бодончар-простак. По легенде, Алан-гоа забеременела от луча света. Согласно другой версии, их настоящим отцом был Маалих, Баяудаец.
- Бодончар стал родоначальником поколения Борчжигин.
- От одной из наложниц Бодончара родился сын, которому дали имя Чжоуредай. Он и образовал особое родовое подразделение-обок, под наименованием Чжоуреид и таким образом стал родоначальником Чжоуредцев[1].

## История
Как сын Бодончара Чжоуредай сначала пользовался правом участия в родовом жертвоприношении чжугели. Однако после смерти Бодончара «Чжоуредая отстранили от участия в родовых жертвоприношениях чжугели под тем предлогом, что-де некий Аданха-Урянхадаец был домашним завсегдатаем и что, должно быть, от него-то он и произошел».
Отец Чжоуредая был представителем рода аданхан племени урянхай. Из рода жарчиуд аданхан племени урянхай также происходила мать Чжадарадая (Аданхан-Урянхачжина по С. К. Козину), предка Джамухи и племени джадаранов. Потомками рода жарчиуд являются современные джаруты. Среди современных монгольских фамилий до сих пор встречаются следующие родовые имена: аданхай, аданхай урианхай, аданхан, аданхан урианхан, жарууд, жарчиуд.
В «Сборнике летописей» Чжоуредай (Чжаурэдай) назван Буктаем:

У Буктая был сын, имя его Начин. Он сосватал девушку из племени монгол и на правах зятя часто ездил туда. Говорят, что некоторые племена тайджиут принадлежат к его потомству, но, повидимому, этим словам не следует доверять, потому что в исторических книгах, имеющихся в императорской сокровищнице, хранимых великими эмирами и называемых Алтан-дафтар, передается следующее: племена тайджиут происходят из рода Чаракэ-лингума, который был из числа сыновей Кайду-хана, внука Дутум-Мэнэна. Про Начина [известия] ограничиваются [лишь] тем, что он устроил побег своему племяннику, Кайду-хану, из рук [племени] джалаир, как он охранял его, как выбрался совместно с ним [из вражеской среды] и как они поселились бок-о-бок в пределах [рек] Онона и Кэлурэна. Возможно, что, так как племена тайджиут были многочисленны, то потомки [фарзандан] Начина слились с ними и, перемешавшись, стали известны под этим именем [тайджиут], а в особенности, так как они были потомками их дядей по отцу, эта ошибка и произошла вследствие этого. Господствующее мнение именно таково, в противном же случае слово о потомстве [Начина] было бы изложено отдельно. Уруг его [Начина] также принадлежит к нирунам, но определенно и достоверно неизвестно, какое же из ветвей племен нирун, о которых упоминалось, принадлежит к его потомству.
При этом в «Сокровенном сказании монголов» Начин-Баатур назван внуком Хабичи-Баатура, брата Чжоуредая.
По сведениям из «Юань ши» известно, что джоуреиды входили в состав коалиции тайджиутов, однако проживали неподалеку от кочевий Тэмуджина. Несмотря на то, что их охотничьи угодья соседствовали, джоуреиды и подданные Тэмуджина находились в дружественных отношениях. После ухудшения отношений с тайджиутами вождь джоуреидов Улун-баатур (яп. ウルン・バートル) принял решение присоединиться к Тэмуджину. После этого земли джоуреидов подверглись нападению и опустошению со стороны тайджиутов.
Из племени джоуреид происходили два военачальника Тэмуджина: Чулу (яп. チョウル) и Шилугай (яп. シルゲイ), один из 95 нойонов-тысячников.
В «Сокровенном сказании монголов» также упоминается Хариудар-Чжауредаец. После битвы при Харахалджит-Элетах он вместе с Чахурханом-Урянхайцем был отправлен Чингисханом в качестве послов к Ван-хану. В итоге сведения, полученные от них, помогли Чингисхану разгромить войско кереитов в Чжер-кабчигайской пади Чжечжеерских высот. В дальнейшем Хариудар стал одним из кебтеулов кэшика.

## Образ в литературе
Джоуреиды упоминаются в романе «Тэмуджин» А. С. Гатапова.